# Lijst van musea in Azerbeidzjan
Deze pagina bevat een (onvolledige) lijst van musea in Azerbeidzjan.
Rijen met tekst zijn sorteerbaar.
| Museum                                                       | Afbeelding | Openingsdatum     | Plaats       |
| ------------------------------------------------------------ | ---------- | ----------------- | ------------ |
| Paleis van de Shirvanshah                                    |            | Vijftiende eeuw   | Bakoe        |
| Villa Petrolea                                               |            | 1882              | Bakoe        |
| Independence Museum of Azerbaijan                            |            | 7 december 1919   | Bakoe        |
| Nachitsjevan Staatsmuseum van Geschiedenis                   |            | 1924              | Nachitsjevan |
| Gəncə Historisch-Etnografisch Staatsmuseum                   |            | 1924              | Gəncə        |
| Azerbeizjaans Staatsmuseum van Agricultuur                   |            | 1924              | Bakoe        |
| Hasanbey Zardabi Natuurgeschiedenis Museum                   |            | 1930              | Bakoe        |
| Azerbeidzjaans Theater Staatsmuseum                          |            | 1934              | Bakoe        |
| Azerbeidzjaans Staatsmuseum van Kunst                        |            | 1936              | Bakoe        |
| Nizami Museum van Azerbeidzjaanse Literatuur                 |            | 1939              | Bakoe        |
| Huismuseum van Uzeyir Hajibeyov                              |            | 1959              | Shusha       |
| Literatuurmuseum van Nachitsjevan                            |            | 12 juni 1967      | Nachitsjevan |
| Azerbeidzjaans Staatsmuseum van Tapijten                     |            | 1967              | Bakoe        |
| Huismuseum van Azim Azimzade                                 |            | 1968              | Bakoe        |
| Shusha Museum van Geschiedenis                               |            | 1969              | Shusha       |
| Huismuseum van Uzeyir Hajibeyov                              |            | 20 november 1975  | Bakoe        |
| Huismuseum van Samad Vurgun                                  |            | 6 oktober 1975    | Bakoe        |
| Vuurtempel van Bakoe                                         |            | 1975              | Bakoe        |
| Museum van Archeologie en Etnografie                         |            | 1976              | Bakoe        |
| Huismuseum van Bulbul                                        |            | 1976              | Bakoe        |
| House-Museum of Nariman Narimanov                            |            | 6 november 1977   | Bakoe        |
| House-Museum of Jalil Mammadguluzadeh (Bakoe)                |            | 1978              | Bakoe        |
| Huismuseum van Jafar Jabbarly (Bakoe)                        |            | 1979              | Bakoe        |
| Huismuseum van Mammed Said Ordubadi                          |            | 1979              | Bakoe        |
| ANAS Huismuseum van Huseyn Javid                             |            | 21 juli 1981      | Bakoe        |
| Aghdam Broodmuseum                                           |            | 25 november 1983  | Ağdam        |
| Museum van de Lokale Geschiedenis van Lahıc                  |            | 1985              | İsmayıllı    |
| Historisch-etnografisch museum van Khinalug                  |            | 1986              | Bakoe        |
| Azerbeidzjaans Medicijnenmuseum                              |            | 1986              | Bakoe        |
| Rinay                                                        |            | 1989              | Bakoe        |
| Azerbeizjaans Staatmuseum van Religiegeschiedenis            |            | 17 september 1990 | Bakoe        |
| Azerbeidzjaans Staatsmuseum van de geschiedenis van Karabach |            | Februari 1991     | Shusha       |
| Het Museumcentrum                                            |            | 1991              | Bakoe        |
| Huismuseum van Leopold en Mstislav Rostropovich              |            | 1998              | Bakoe        |
| Nachitsjevans Herdenkingsmuseum                              |            | 2000              | Nachitsjevan |
| Historisch-etnografisch museum van Khinalig                  |            | 2001              | Quba         |
| Nationaal Historisch Museum van Azerbeidzjan                 |            | 2 april 2002      | Bakoe        |
| Bakoe Museum van Miniatuurboeken                             |            | 2002              | Bakoe        |
| Azerbeidzjaans Douanegeschiedenis Museum                     |            | 23 maart 2006     | Bakoe        |
| Bakoe Museum van Moderne Kunst                               |            | 20 maart 2009     | Bakoe        |
| Het Petroglievenmuseum                                       |            | 26 december 2011  | Bakoe        |
| Huismuseum van Sattar Bahlulzade                             |            | 2014              | Bakoe        |
| Steenkroniekmuseum                                           |            | 2015              | Bakoe        |